# VB Series 2001/02
Die VB Series 2001/02 war ein Drei-Nationen-Turnier, das vom 11. Januar bis zum 8. Februar 2002 in Australien im One-Day Cricket ausgetragen wurde. Bei dem zur internationalen Cricket-Saison 2001/02 gehörenden Turnier nahmen neben dem Gastgeber die Mannschaften aus Neuseeland und Südafrika teil. Im Finale konnte sich Südafrika mit 2–0 Spielen gegen Neuseeland durchsetzen.

## Vorgeschichte
Australien und Südafrika spielten zuvor eine Test-Serie, die Australien mit 3–0 gewann. Neuseeland spielte zuvor eine Tour gegen Bangladesch.

## Format
In einer Vorrunde spielte jede Mannschaft gegen jede einmal. Für einen Sieg gab es vier, für ein Unentschieden oder No Result 2 Punkte. Des Weiteren wurden Bonuspunkte vergeben. Die beiden Gruppenersten qualifizierten sich für das Finale und spielten dort um den Turniersieg.

## Stadion
Die folgenden Stadien wurden für das Turnier ausgewählt.
| Stadion                  | Stadt     | Kapazität | Spiele                                     |
| ------------------------ | --------- | --------- | ------------------------------------------ |
| Adelaide Oval            | Adelaide  | 53.583    | 9. Vorrundenspiel                          |
| The Gabba                | Brisbane  | 42.000    | 5. & 6. Vorrundenspiel                     |
| Bellerive Oval           | Hobart    | 20.000    | 3. Vorrundenspiel                          |
| Melbourne Cricket Ground | Melbourne | 100.024   | 1., 2., 8. & 10. Vorrundenspiel; 1. Finale |
| WACA Ground              | Perth     | 20.000    | 11. & 12. Vorrundenspiel                   |
| Sydney Cricket Ground    | Sydney    | 48.000    | 4. & 7. Vorrundenspiel; 2. Finale          |

## Kaderlisten
Australien benannte seinen Kader am 31. Dezember 2001.
Neuseeland benannte seinen Kader am 3. Januar 2002.
| ODI | ODI | ODI |
| Australien | Neuseeland | Südafrika |
| --- | --- | --- |
| - Steve Waugh (K) - Michael Bevan - Andy Bichel - Ryan Campbell (wk) - Adam Gilchrist (wk) - Jason Gillespie - Ian Harvey - Matthew Hayden - Brett Lee - Glenn McGrath - Damien Martyn - Ricky Ponting - Andrew Symonds - Shane Warne - Mark Waugh - Brad Williams | - Stephen Fleming (K) - Chris Cairns (VK) - Craig McMillan - Andre Adams - Nathan Astle - Shane Bond - James Franklin - Chris Harris - Brendon McCullum - Dion Nash - Adam Parore (wk) - Mark Richardson - Scott Styris - Daniel Vettori - Lou Vincent | - Shaun Pollock (K) - Nicky Boje - Mark Boucher (wk) - Boeta Dippenaar - Allan Donald - Steve Elworthy - Herschelle Gibbs - Jacques Kallis - Justin Kemp - Gary Kirsten - Lance Klusener - Charl Langeveldt - Neil McKenzie - Makhaya Ntini - Justin Ontong - Jonty Rhodes |

## Spiele

### Vorrunde
Tabelle
| Teams      | Sp. | S | N | U | R | NR | BP | Punkte | NRR    |
| ---------- | --- | - | - | - | - | -- | -- | ------ | ------ |
| Südafrika  | 8   | 4 | 4 | 0 | 0 | 0  | 2  | 18     | −0.040 |
| Neuseeland | 8   | 4 | 4 | 0 | 0 | 0  | 1  | 17     | −0.154 |
| Australien | 8   | 4 | 4 | 0 | 0 | 0  | 1  | 17     | +0.186 |

Sieg: 4 Punkte; Remis: 2 Punkte
Spiele
| 11. Januar Scorecard | Melbourne | Neuseeland 199-8 (50)          | – | Australien 176 (42) |
|                      |           | Neuseeland gewinnt mit 23 Runs |   |                     |

Der Australier Glenn McGrath wurde auf Grund von Zeigens von Unzufriedenheit mit einer Schiedsrichterentscheidung mit einer Spielstrafe belegt.
| 13. Januar Scorecard | Melbourne | Australien 198 (48.5)           | – | Südafrika 199-6 (48.3) |
|                      |           | Südafrika gewinnt mit 4 Wickets |   |                        |

| 15. Januar Scorecard | Hobart | Südafrika 257-7 (50)          | – | Neuseeland 231-9 (50) |
|                      |        | Südafrika gewinnt mit 26 Runs |   |                       |

| 17. Januar Scorecard | Sydney | Neuseeland 235-9 (50)          | – | Australien 212 (47.2) |
|                      |        | Neuseeland gewinnt mit 23 Runs |   |                       |

| 19. Januar Scorecard | Brisbane | Südafrika 241 (48.3)             | – | Neuseeland 244-6 (49.1) |
|                      |          | Neuseeland gewinnt mit 4 Wickets |   |                         |

| 20. Januar Scorecard | Brisbane | Australien 241-4 (50)          | – | Südafrika 214 (48.4) |
|                      |          | Australien gewinnt mit 27 Runs |   |                      |

| 22. Januar Scorecard | Sydney | Südafrika 106 (38.3)             | – | Australien 107-2 (18.4) |
|                      |        | Australien gewinnt mit 8 Wickets |   |                         |

| 26. Januar Scorecard | Melbourne | Neuseeland 242-5 (50)          | – | Australien 165 (45.2) |
|                      |           | Neuseeland gewinnt mit 77 Runs |   |                       |

| 27. Januar Scorecard | Adelaide | Südafrika 253-5 (50)          | – | Neuseeland 160 (45.2) |
|                      |          | Südafrika gewinnt mit 93 Runs |   |                       |

| 29. Januar Scorecard | Melbourne | Neuseeland 245-8 (50)            | – | Australien 248-8 (49.3) |
|                      |           | Australien gewinnt mit 2 Wickets |   |                         |

Der Neuseeländer Stephen Fleming wurde auf Grund von Zeigens von Unzufriedenheit mit einer Schiedsrichterentscheidung mit einer Geldstrafe belegt.
| 1. Februar Scorecard | Perth | Südafrika 270-5 (50)          | – | Neuseeland 203-8 (50) |
|                      |       | Südafrika gewinnt mit 67 Runs |   |                       |

| 3. Februar Scorecard | Perth | Australien 283-7 (50)          | – | Südafrika 250-5 (50) |
|                      |       | Australien gewinnt mit 33 Runs |   |                      |

### Finale
| 6. Februar Scorecard | Melbourne | Neuseeland 190 (47.5)           | – | Südafrika 191-2 (45.1) |
|                      |           | Südafrika gewinnt mit 8 Wickets |   |                        |

| 8. Februar Scorecard | Sydney | Neuseeland 175 (41.1)           | – | Südafrika 173-4 (38.1/46) |
|                      |        | Südafrika gewinnt mit 6 Wickets |   |                           |